# أراليا صخرية
أراليا صخرية (الاسم العلمي:Aralia scopulorum) هي نوع من النباتات تتبع جنس الأراليا من الفصيلة الأرالية.